# Eragrostis berteroniana
Eragrostis berteroniana är en gräsart som först beskrevs av Schult., och fick sitt nu gällande namn av Ernst Gottlieb von Steudel. Eragrostis berteroniana ingår i släktet kärleksgrässläktet, och familjen gräs. Inga underarter finns listade i Catalogue of Life.